# Сельское поселение Краснояриха
Сельское поселение Краснояриха — муниципальное образование в Челно-Вершинском районе Самарской области.
Административный центр — село Краснояриха.

## Административное устройство
В состав сельского поселения Краснояриха входят:
- село Краснояриха,
- село Шламка,
- посёлок Воскресенка,
- посёлок Ибряйкино,
- посёлок Крыловка,
- посёлок Малый Нурлат,
- посёлок Новый Нурлат,
- посёлок Раздолье,
- посёлок Советский Нурлат,
- посёлок Советское Иглайкино.